# 11492 Сімосе
11492 Сімосе (11492 Shimose) — астероїд головного поясу, відкритий 13 листопада 1988 року.
Тіссеранів параметр щодо Юпітера — 3,488.
Названо на честь Сімосе (яп. しもせ(下瀬) сімосе).